# Јован Многострадални
Преподобни Јован Многострадални (? — 18. јул 1160) је руски светитељ, монах Кијевско-печерске лавре. Поштован је као помагач у борби против „сексуалне пожуде“.
Рано се замонашио. Током свог монашког живота затворио се у једном тескобном месту, у пештери Преподобног Антонија и тамо провео сав свој живот. Често су му долазили тражећи помоћ монаси и народ, и он им је помагао молитвом и речима утехе. Запамћене су његове речи: „Брате, не бој се! нека јача срце твоје! потрпи ради Господа и држи се путева Његових, и Он те неће оставити у рукама непријатеља наших, и неће им дати да те улове.“ „Зашто хоћеш да предаш себе за храну врагу? Ти ћеш бити сличан човеку који стоји на ивици провалије, коме враг долази и изненада га баца у понор, и бива његов пад тако страшан, да он више не може да устане“.
Умро је 18. јула 1160.
Православна црква прославља Преподобног Јована 18. јула и 28. септембра по јулијанском календару.